# David Bates
Pour les articles homonymes, voir David Bates (homonymie) et Bates.
David Bates, né le 30 avril 1945, est un historien britannique, spécialiste de la Normandie et de l'Angleterre du XIe siècle.

## Biographie
Après avoir enseigné à Cardiff, il devient professeur d'histoire médiévale à l'université de Glasgow en 1994. Il rejoint l'université de Londres entre 2003 et 2005.
Il a été directeur de l'Institute of Historical Research de Londres. Professeur à l'université d'East Anglia de 2008 à 2010, il en devient professeur émérite en 2016. L'université de Caen l'a fait docteur honoris causa en 2000.
David Bates a édité les actes de Guillaume le Conquérant et plusieurs ouvrages sur ce duc de Normandie et roi d'Angleterre. Sa biographie de Guillaume publiée en 2016 et traduite en français en 2019 est considérée comme la référence en la matière.

## Ouvrages publiés
- (en) Normandy before 1066, London - New York, Longman, 1982, 287 p. (ISBN 9780582484924)
- (en) William the Conqueror, Londres, George Philip, 1989, 198 p. (ISBN 9780752429601)
- (en) Regesta regum Anglo-Normannorum : the Acta of William I, 1066-1087, Oxford, Oxford University Press, 1998, 1153 p. (ISBN 9780198206743)
- (en) The Normans and Empire, Oxford, Oxford University Press, 2013 (ISBN 9780199674411)
- (en) William the Conqueror, Yale, Yale University Press, coll. « English Monarchs », 2016 (ISBN 9780300183832)